# Rafael Cordero Molina
Rafael Cordero Molina (1790 - 1868), était un éducateur et militant catholique portoricain.
Né de parents esclaves, il fut élevé dans la misère et ce n'est qu'après avoir obtenu la liberté qu'il put recevoir une éducation. C'est à cette époque qu'il étudia notamment des livres religieux et développa sa vie spirituelle. Il vint en aide aux plus nécessiteux et aux populations issues de l'esclavage. Il reste l'une des figures les plus importantes de l'éducation à Porto Rico, de l'histoire et de la culture de l'île. 
Il est reconnu comme vénérable par l'Église catholique.